# Мазурёнок, Ольга Сергеевна
О́льга Серге́евна Мазурёнок (бел. Вольга Сяргееўна Мазуронак; род. 14 апреля 1989, Караганда) — белорусская легкоатлетка, специалистка по бегу на длинные дистанции и марафону. Выступает за сборную Белоруссии по лёгкой атлетике с 2005 года, чемпионка Европы, победительница ряда крупных международных забегов на шоссе, рекордсменка страны в марафоне и полумарафоне, участница летних Олимпийских игр в Рио-де-Жанейро. Заслуженный мастер спорта Республики Беларусь (2016).

## Биография
Ольга Мазурёнок родилась 14 апреля 1989 года в городе Караганда Казахской ССР. В конце 1990-х годов вместе с семьёй переехала на постоянное жительство в Белоруссию.
Дебютировала в лёгкой атлетике на международном уровне в сезоне 2005 года, когда вошла в состав белорусской национальной сборной и выступила на чемпионате мира по кроссу в Сен-Гальмье, где среди юниорок заняла 100 место в личном зачёте и 17 место в командном зачёте. Также стартовала на юниорском мировом первенстве в Марракеше, став четвёртой в ходьбе на 5000 метров, и на Кубке Европы по спортивной ходьбе в Мишкольце, где участвовала в юниорской гонке на 10 км и была дисквалифицирована.
В 2006 году на Кубке мира по спортивной ходьбе в Ла-Корунье финишировала четвёртой в личном зачёте юниорок на 10 км и стала бронзовой призёркой в командном зачёте. При этом на юниорском мировом первенстве в Пекине стала пятой в дисциплине 10 000 метров.
Вернулась к активной соревновательной практике в 2012 году, решив попробовать себя в беге на длинные дистанции. Так, в этом сезоне заняла 32 место на Кубке Европы по бегу на 10 000 метров в Бильбао, одержала победу на Варшавском полумарафоне, на марафоне Дембно, на Сибирском международном марафоне, стала четвёртой в зачёте Балтиморского марафона.
Будучи студенткой Белорусского государственного педагогического университета, в 2013 году отправилась представлять страну на летней Универсиаде в Казани, где в программе женского полумарафона показала 14 результат. Помимо этого, выиграла полумарафон Тарново-Подгурне, была лучшей на чемпионате Белоруссии в Гродно в беге на 5000 и 10 000 метров, в тех же дисциплинах стала серебряной призёркой на Кубке Белоруссии в Бресте. Участвовала в Гонолульском марафоне, но здесь сошла с дистанции, не показав никакого результата.
В 2014 году финишировал седьмой в беге на 10 000 метров на чемпионате Европы в Цюрихе, выиграла бронзовую медаль в беге на 5000 метров в первой лиге командного европейского первенства в Таллине. На шоссе выиграла полумарафон Валбжих, была второй на полумарафонах в Щецине и Минске, третьей на полумарафоне Крыницы, взяла верх над всеми соперницами на Калифорнийском международном марафоне.
В 2015 году в беге на 5000 метров получила серебряные медали на Всемирных военных играх в Мунгёне и в суперлиге командного чемпионата Европы в Чебоксарах. Достаточно успешно выступила на Лондонском марафоне, где заняла девятое место и показала время 2:25:36. Была лучшей на Минском полумарафоне.
На Лондонском марафоне 2016 года пришла к финишу четвёртой (уступила в напряжённой борьбе за третье место кенийке Флоренс Киплагат), установив при этом ныне действующий национальный рекорд Белоруссии — 2:23:54. Известная британская бегунья Мара Ямаути усомнилась в этом результате, отметив, что Мазурёнок пробежала вторую половину дистанции на три минуты быстрее первой, при том что первая половина включает больше спусков, а вторая — больше набора высоты. Также ей показалось странным, что вторую половину Ольга преодолела быстрее своего личного рекорда в полумарафоне. Тем не менее, организационный комитет Лондонского марафона не выявил в действиях спортсменки каких-либо нарушений, сообщив, что перед гонкой она добросовестно сдала кровь для допинг-теста. Так или иначе, выполнив с большим запасом олимпийский квалификационный норматив (2:45:00), Ольга Мазурёнок благополучно прошла отбор на летние Олимпийские игры в Рио-де-Жанейро — здесь в программе женского марафона показала время 2:24:48 и расположилась на пятой строке итогового протокола. За это выдающееся достижение по итогам сезона была удостоена почётного звания «Заслуженный мастер спорта Республики Беларусь». Также в концовке сезона попробовала себя на Стамбульском марафоне, но финишировать не смогла.
В 2017 году выиграла серебряную медаль на домашнем Кубке Европы по бегу на 10 000 метров в Минске, уступив на финише только португальской бегунье Саре Морейре. Финишировала второй на Валенсийском марафоне (2:27:14).
В 2018 году одержала победу на Дюссельдорфском марафоне (2:25:25) и была лучшей в марафоне на чемпионате Европы в Берлине (2:26:22), несмотря на сильное носовое кровотечение и пропущенный поворот на финиш. На чемпионате мира по полумарафону в Валенсии заняла 18 место и установила национальный рекорд Белоруссии — 1:10:57.
В 2019 году добавила в послужной список победу на Гонконгском марафоне (2:26:13). В условиях сильной жары бежала марафон на чемпионате мира в Дохе — с результатом 2:36:21 финишировала пятой. Состояла в команде «звёздных послов» Европейских игр в Минске.
В марафоне на Олимпийских играх 2020 года в Токио заняла пятое место (2:29:06), высшее среди европейских бегунов, проиграв чемпионке 1:46.

## Общественная деятельность
18 августа подписала открытое письмо представителей спортивной отрасли Республики Беларусь с требованием признать недействительными выборы президента Республики Беларусь, прошедшие 9 августа 2020 года.